# Vigethia mexicana
Vigethia mexicana là một loài thực vật có hoa trong họ Cúc. Loài này được (S.Watson) W.A.Weber miêu tả khoa học đầu tiên năm 1943.